# 施蒂勒山脊
施蒂勒山脊(Dorsa Stille)是月球雨海中的一组皱岭，其中心月面坐标为27°00′N 19°00′W / 27.0°N 19.0°W，全长80公里，其名称取自德国地质学家"汉斯·威廉·施蒂勒"(Hans Wilhelm Stille,1876年10月8日-1966年12月26日)，1976年在法国格勒诺布尔召开的国际天文联合会大会上与其它众多月球地名一道被正式批准接受。